# Гутьеррес, Теофило
Тео́фило Анто́нио Гутье́ррес Рока́нсио (исп. Teófilo Antonio Gutiérrez Roncancio; род. 17 мая 1985[…], Барранкилья) — колумбийский футболист, нападающий клуба «Атлетико Хуниор». Выступал в сборной Колумбии. Участник чемпионата мира 2014 года. Участник Олимпийских игр 2016 года в Рио-де-Жанейро.

## Клубная карьера

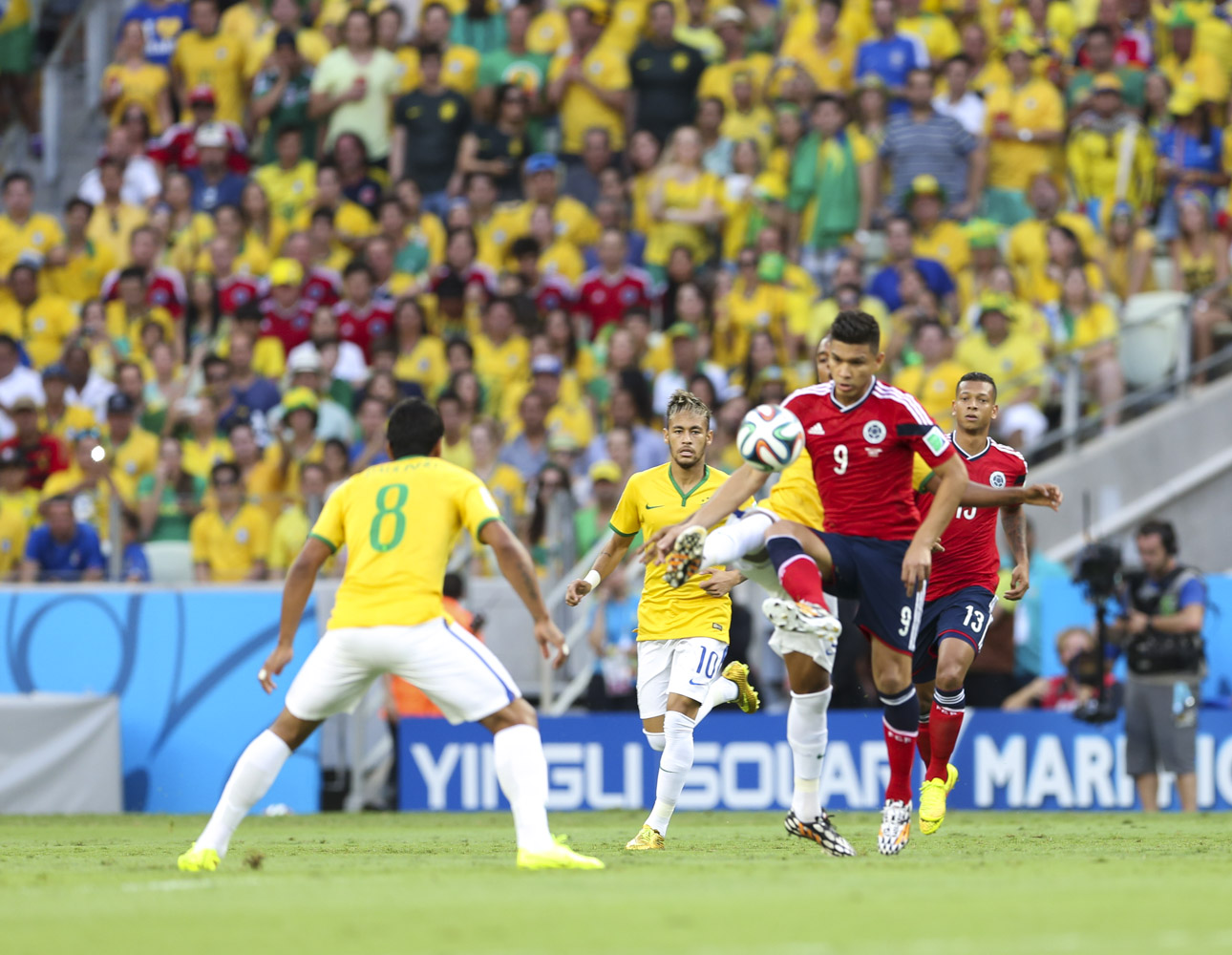
Гутьеррес (№9) в составе сборной Колумбии, в матче против сборной Бразилии на Чемпионате мира 2014 года

Гутьеррес начал карьеру в клубе «Барранкилья» из своего родного города в 2006 году. В 28 матчах он забил 16 мячей, после чего перешёл в «Атлетико Хуниор». В своем первом сезоне Теофило не имел постоянного места в основе, в основном выходя на замену. 2 сентября 2007 года против «Онсе Кальдас». В сезоне 2008 года Гутьеррес получил место в стартовом составе и забил 11 мячей став одним из лучших бомбардиров чемпионата. В следующем сезоне он выиграл «Золотую бутсу» чемпионата Колумбии, забив 16 мячей, сделав хет-трики в поединках против «Кукута Депортиво», «Энвигадо», Онсе Кальдас и «Бояка Чико». Федерация футбольной истории и статистики признала его лучшим бомбардиром Колумбии с 30 мячами в 2009 году.
13 января 2010 года Теофило перешёл в турецкий «Трабзонспор». Сумма трансфера составила 3 млн. долларов. 24 января в матче против «Сивасспора» он дебютировал в турецкой лиге. В своем первом сезоне Гутьеррес не был футболистом основного состава, так как не смог адаптироваться к новой стране и чемпионату. Он принял участие в 11 матчах и не забил ни одного гола. 15 августа в матче против «Анкарагюджю» Теофило открыл счет забитым мячам, сделав «дубль». В своем втором сезоне Гутьеррес провел 6 матчей и забил 4 мяча.
В 2011 году Теофило без разрешения «Трабзонспора» покинул расположение команды, ссылаясь на проблемы со здоровьем. После обследования Гутьерреса никаких проблем выявлено не было. 3 февраля 2011 года турецкий клуб принял предложение аргентинского «Расинга» о переходе нападающего. 20 февраля в матче против «Бока Хуниорс» Теофило дебютировал в аргентинской Примере. Уже через неделю в поединке против «Сан-Лоренсо» Гутьеррес сделал «дубль», забив первые голы за новую команду. В своем первом сезоне он забил 11 мячей и стал лучшим бомбардиром Клаусуры 2011. После инцидента произошедшего в раздевалке, когда Теофило угрожал пейнтбольным ружьем один из партнеров по команде, Гутьеррес принял решение покинуть клуб.
В 2012 году Гутьеррес перешёл в «Ланус» на правах краткосрочной аренды, для выступления за команду в Кубке Либертадорес. Он принял участие в двух поединках против бразильского «Васко да Гама» и забил один гол.
Летом 2012 года Теоифло вернулся в «Атлетико Хуниор» на правах аренды. 5 августа в поединке против «Реал Картахена» он дебютировал за «Хуниор». 12 августа в матче против «Депортиво Пасто» Гутьеррес забил первый гол.
В декабре 2012 года Теофило подписал контракт с мексиканским «Крус Асуль», где он воссоединился с своим соотечественником Луисом Переой. 21 января 2013 года в матче против «Гвадалахары» он дебютировал в мексиканской Примере. 27 января в поединке против «Пуэблы» Гутьеррес забил свой первый гол.
В 2013 году Гутьеррес вернулся в Аргентину, заключив контракт с клубом «Ривер Плейт». 25 августа в матче против «Колона» он дебютировал за новый клуб. В этом же поединке Теофило забил свой первый гол за новую команду.
Летом 2015 года Теофило перешёл в лиссабонский «Спортинг», подписав контракт на три года. 9 августа в матче за Суперкубок Португалии против «Бенфики» Гутьеррес дебютировал за «львов» и вместе с новой командой выиграл свой первый трофей в Португалии. 14 августа в поединке против «Тонделы» он дебютировал в Сангриш-лиге. 18 августа в матче квалификационного раунда Лиги чемпионов против московского ЦСКА Теофило забил свой первый гол за «Спортинг». 4 октября в поединке против «Витории Гимарайнш» он забил свой первый гол в чемпионате Португалии. 10 декабря в матче Лиги Европы против турецкого «Бешикташа» Теофило забил один из мячей. Празднуя забитый гол Гутьеррес забрал у арбитра исчезающий спрей и начал рисовать на газоне, за что получил жёлтую карточку. Летом 2016 года Теофило вернулся в Аргентину, на правах аренды став игроком «Росарио Сентраль». 27 августа в матче против «Дефенса и Хустисия» он дебютировал за новую команду. 20 ноября в поединке против «Бока Хуниорс» Гутьеррес забил свой первый гол за новую команду.
Летом 2017 года Теофило вернулся в «Атлетико Хуниор». Сумма трансфера составила 2 млн. евро. В матчах Южноамериканского кубка против парагвайского «Серро Портеньо» и бразильского «Фламенго» он забил по голу. 9 февраля 2018 года в поединке Кубка Либертадорес против парагвайской «Олимпии» Гутьеррес отметился забитым мячом.

## Международная карьера
7 августа 2009 года в товарищеском матче против сборной Сальвадора Теофило дебютировал в сборной Колумбии. В этом же поединке он забил свой первый мяч. В составе национальной команды Гутьеррес принимал участие в Кубке Америки 2011 года. На турнире он сыграл в матчах против сборных Аргентины, Перу и Коста-Рики.
В 2014 года Гутьеррес попал в заявку сборной на чемпионат мира в Бразилии. В первом матче группового этапа против сборной Греции Теофило забил гол. Он также сыграл против команд Кот-Д’Ивуара, Уругвая и Бразилии.
В 2015 году в составе сборной Гутьеррес во второй раз принял участие в Кубке Америки в Чили. На турнире он сыграл в матчах против сборных Венесуэлы, Бразилии, Перу и Аргентины.
8 октября в отборочном матче чемпионата мира 2018 против сборной Перу Теофило забил гол.
Летом 2016 года Гутьеррес в составе олимпийской сборной Колумбии принял участие в Олимпийских играх в Рио-де-Жанейро. На турнире он сыграл в матчах против команд Швеции, Японии Нигерии и Бразилии. В поединках против шведов, японцев и нигерийцев Теофило забил три гола.

### Голы за сборную Колумбии (до 23)
| #  | Дата            | Место                                    | Противник | Счёт | Результат | Соревнование          |
| -- | --------------- | ---------------------------------------- | --------- | ---- | --------- | --------------------- |
| 1. | 4 августа 2016  | Амазония, Манаус, Бразилия               | Швеция    | 0:1  | 2:2       | Олимпийские игры 2016 |
| 2. | 7 августа 2016  | Национальный стадион, Бразилиа, Бразилия | Япония    | 0:1  | 2:2       | Олимпийские игры 2016 |
| 3. | 10 августа 2016 | Арена Коринтианс, Сан-Паулу, Бразилия    | Нигерия   | 1:0  | 2:0       | Олимпийские игры 2016 |

### Голы за сборную Колумбии
| #   | Дата             | Место                                        | Противник | Счёт | Результат | Соревнование                      |
| --- | ---------------- | -------------------------------------------- | --------- | ---- | --------- | --------------------------------- |
| 01. | 7 августа 2009   | Робертсон, Хьюстон, США                      | Сальвадор | 1:1  | 1:2       | Товарищеский матч                 |
| 02. | 5 сентября 2009  | Стадион Атанасио Гирадот, Медельин, Колумбия | Эквадор   | 2:0  | 2:0       | Чемпионата мира 2014 квалификация |
| 03. | 3 сентября 2011  | Ред Булл Арена, Нью-Йорк, США                | Гондурас  | 0:1  | 0:1       | Товарищеский матч                 |
| 04. | 3 сентября 2011  | Ред Булл Арена, Нью-Йорк, США                | Гондурас  | 0:2  | 0:2       | Товарищеский матч                 |
| 05. | 6 сентября 2011  | Форт-Лодердейл, Флорида, США                 | Ямайка    | 0:1  | 0:2       | Товарищеский матч                 |
| 06. | 7 сентября 2012  | Эстадио Метрополитано, Барранкилья, Колумбия | Уругвай   | 2:0  | 4:0       | Чемпионата мира 2014 квалификация |
| 07. | 7 сентября 2012  | Эстадио Метрополитано, Барранкилья, Колумбия | Уругвай   | 3:0  | 4:0       | Чемпионата мира 2014 квалификация |
| 08. | 11 сентября 2012 | Эстадио Монументаль, Сантьяго, Чили          | Чили      | 1:3  | 1:3       | Чемпионата мира 2014 квалификация |
| 09. | 22 марта 2013    | Эстадио Метрополитано, Барранкилья, Колумбия | Боливия   | 3:0  | 5:0       | Чемпионата мира 2014 квалификация |
| 10. | 11 июня 2013     | Эстадио Метрополитано, Барранкилья, Колумбия | Перу      | 2:0  | 2:0       | Чемпионата мира 2014 квалификация |
| 11. | 11 октября 2013  | Эстадио Метрополитано, Барранкилья, Колумбия | Чили      | 1:3  | 3:3       | Чемпионата мира 2014 квалификация |
| 12. | 31 марта 2014    | Педро Бидегэйн, Буэнос-Айрес, Аргентина      | Сенегал   | 1:0  | 2:2       | Товарищеский матч                 |
| 13. | 14 июня 2014     | Минейран, Белу-Оризонти, Бразилия            | Греция    | 2:0  | 3:0       | Чемпионат мира 2014               |
| 14. | 14 ноября 2014   | Крейвен Коттедж, Лондон, Англия              | США       | 2:1  | 2:1       | Товарищеский матч                 |
| 15. | 8 октября 2015   | Эстадио Метрополитано, Барранкилья, Колумбия | Перу      | 1:0  | 2:0       | Чемпионата мира 2018 квалификация |

## Достижения
Командные
 «Трабзонспор»
- Обладатель Кубка Турции — 2009/10
- Обладатель Суперкубка Турции — 2010

 «Крус Асуль»
- Обладатель Кубка Мексики — 2013 (Клаусура)

 «Ривер Плейт»
- Чемпионат Аргентины по футболу — Финаль 2014
- Обладатель Южноамериканского кубка — 2014
- Обладатель Рекопы Южной Америки — 2015

 «Спортинг»
- Обладатель Суперкубка Португалии — 2015

Индивидуальные
- Футболист года в Южной Америке — 2014
- Лучший бомбардир Чемпионата Колумбии — 2009
- Наиболее ценный футболист розыгрыша Суперкубка Турции — 2010
- Лучший бомбардир Чемпионата Аргентины — 2011